# Jan Willem Hugo Lambach

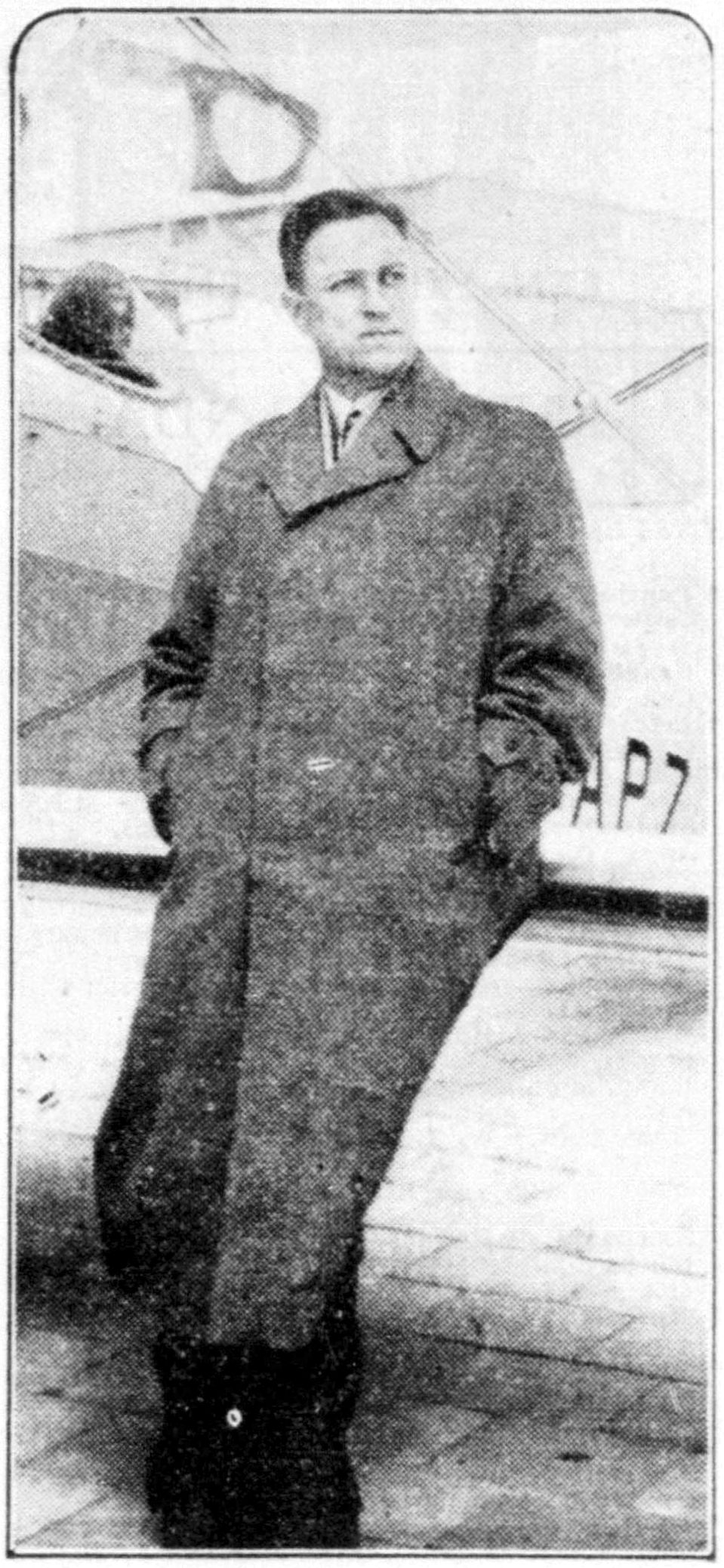
Ir. J.W.H. Lambach. de bouwer van het eerste Nederlandsche stuntvliegtuig, 1937

Jan Willem Hugo Lambach (Batavia, 17 mei 1909 – Haarlem, 8 juli 1972) was een Nederlands natuurkundig ingenieur en vliegtuigbouwer.

## Studie
Lambach kwam op 16 mei 1911 naar Nederland vanuit Batavia om samen met zijn ouders in Den Haag te gaan wonen. In 1921 ging hij naar de 1e Christelijke H.B.S. in de Populierenstraat. In 1926 schreef hij zich in als student werktuigbouwkunde aan de Technische Hoogeschool Delft, de huidige Technische Universiteit Delft. Nadat hij begonnen was met studeren wilde hij zich specialiseren in de vliegtuigbouw. Hij besloot daarom, na het behalen van zijn propedeuse, over te stappen naar natuurkunde. Op 19 juni 1935 behaalde hij zijn diploma als natuurkundig ingenieur.

## Luchtvaart
In 1931 schreef hij zich in bij de Nationale Luchtvaartschool op vliegveld Waalhaven nabij Rotterdam waar hij in 1932 zijn vliegbrevet A verkreeg. De ervaringen als vlieger zouden hem later helpen tijdens het ontwerpen van vliegtuigen. In mei 1932 trad hij in dienst bij Vliegtuigenfabriek Koolhoven op Waalhaven. Hier werkte hij aan de Koolhoven F.K.46 en de F.K.47. Tevens werd hij lid van de Delftsche Studenten Aeroclub (DSA) waar hij begon aan het ontwerp van zijn eerste vliegtuig: de Lambach HL.I.

## Lambach HL I
Lambach maakte de eerste tekeningen voor dit sportvliegtuig. Het werd gebouwd op de zolder van de afdeling scheepsbouw van de Technische Hoogeschool. Op 3 juli 1935 maakte Dick Asjes, de oprichter en voorzitter van de Delftsche Studenten Aeroclub, de eerste vlucht. De Lambach HL.I werd na de succesvolle testfase gedoopt tot Prinses Juliana en kreeg registratie PH-DSA.

Naast wat foto's is van het vliegtuig niets meer over dan de propeller (in het bezit van de SSVOBB) en de stuurknuppel (eveneens ergens in Delft).

## Bouw van de Lambach HL II

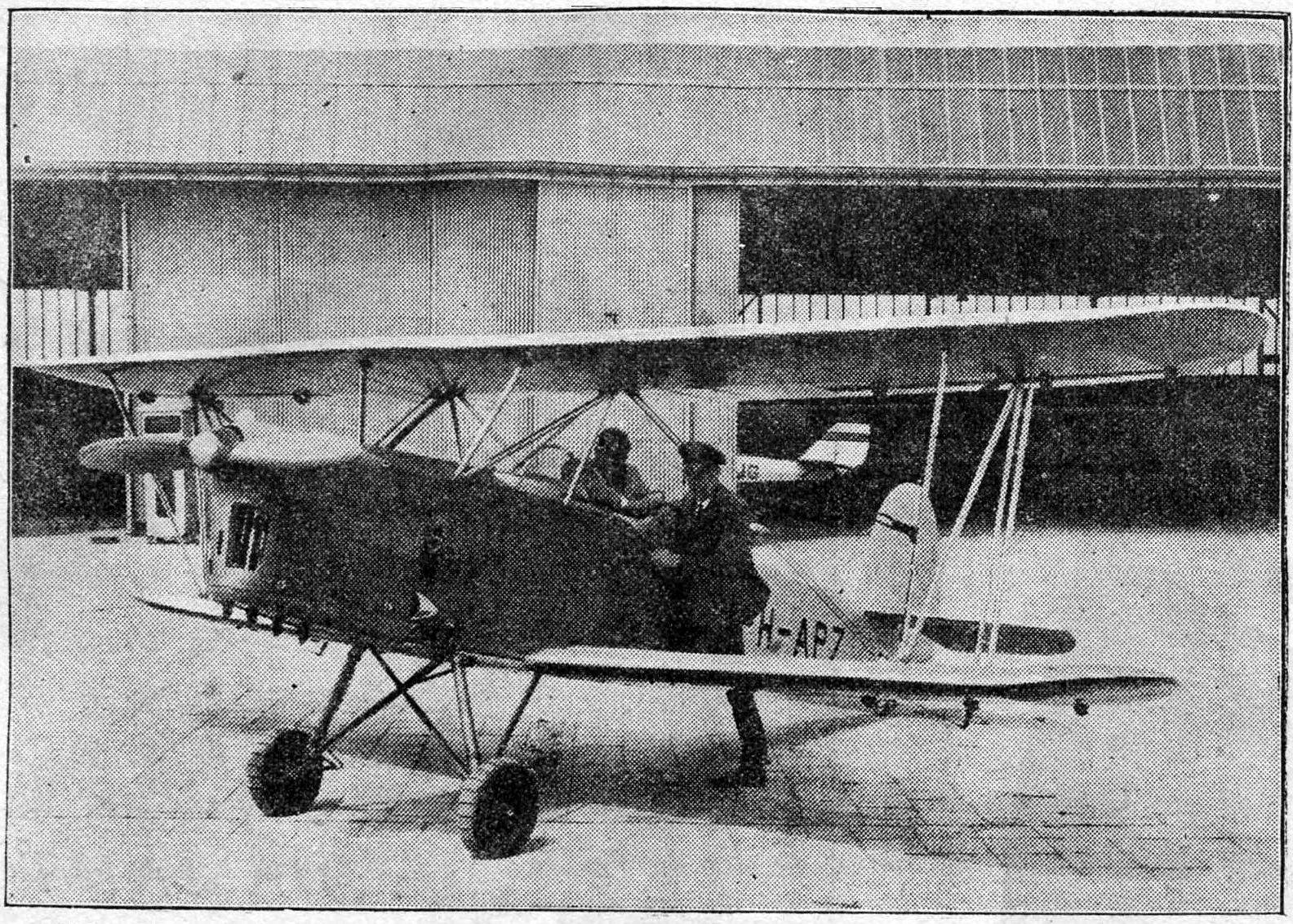
Het sportvliegtuigje gebouwd door J.W.H. Lambach te Voorburg na zijn eerste, geslaagde vluchten, mei 1937.

De opdracht tot de bouw van de Lambach HL.II werd uitgevaardigd door Nederlandse luchtvaartenthousiasten. Dit naar aanleiding van de magere prestaties van Nederlandse kunstvluchtvliegtuigen tijdens de verschillende wedstrijden in Nederland. Lambach was reeds met het ontwerp voor een kunstvluchtvliegtuig begonnen. Om het ontwerp te bespoedigen en de bouw te kunnen beginnen werd in januari 1937 Lambach Vliegtuigen opgericht. Het vliegtuig zou uiteindelijk op zondag 2 mei 1937 haar eerste vlucht maken.

## Na de bouw
Na de eerste vlucht doorliep de Lambach HL II een testprogramma, om vervolgens deel te nemen aan de verscheidene kunstvliegwedstrijden. Hoewel niet uitmuntend toonde het toestel waartoe de Nederlandse industrie in staat was. Helaas zijn er nooit meer exemplaren van de Lambach HL II gebouwd en werd het prototype bij de Duitse invasie van Nederland verwoest door een bombardement op Ypenburg. Het toestel zou uiteindelijk in 1995 opnieuw het luchtruim kiezen nadat Delftse studenten, verenigd in de SSVOBB een replica van deze historische tweedekker hadden gebouwd.

## Na de oorlog
Lambach heeft nog verscheidene nieuwe ontwerpen getekend; deze zijn echter nooit in productie genomen. In juli 1937 is hij, met het merendeel van zijn personeel, in dienst getreden van Fokker. Na de oorlog heeft hij gewerkt bij verscheidene adviesbureaus tot zijn dood in 1972.